# دان بونجينو
دانيال جون بونجينو (بالإنجليزية: Dan Bongino)‏ (من مواليد 4 ديسمبر 1974) هو معلق سياسي أمريكي ، ومضيف برنامج إذاعي ، ومؤلف ، وسياسي ، وضابط سابق في شرطة نيويورك وعميل سابق في الخدمة السرية. ترشح بونجينو للكونجرس و لم يفز بصفته جمهوريًا في 2012 و2014 و2016.
عمل بونجينو في إدارة شرطة مدينة نيويورك من 1995 إلى 1999.

## المسيرة المهنية
انضم بونجينو إلى الخدمة السرية للولايات المتحدة في عام 1999 كعميل خاص ، وترك مكتب نيويورك الميداني في عام 2002 ليصبح مدربًا في أكاديمية تدريب الخدمة السرية في بيلتسفيل ، ماريلاند. في عام 2006 ، تم تعيينه في قسم الحماية الرئاسية خلال فترة جورج دبليو بوش الثانية. ظل في مهمة وقائية بعد أن أصبح باراك أوباما رئيسًا ، وترك في مايو 2011 للترشح لمجلس الشيوخ الأمريكي 
صدر كتاب بونجينو الأول ، الحياة داخل الفقاعة ، عن حياته المهنية كعميل في الخدمة السرية ، في عام 2013. يناقش الكتاب تجاربه في حماية الرئيسين جورج دبليو بوش وباراك أوباما والتحقيق في الجرائم الفيدرالية جنبًا إلى جنب مع ترشحه لمجلس الشيوخ الأمريكي عام 2012 في ولاية ماريلاند.